# Drymaria
Drymaria es un género de plantas con flores, perteneciente a la familia Caryophyllaceae. Natural de América, se encuentra desde México a Perú. También en China, India, Nepal e Indonesia. Comprende 125 especies descritas y de estas, solo 54 aceptadas.

## Descripción
Son plantas herbáceas caducas o perennes, de poca altura, delicadas y laxas. Las hojas son opuestas y con forma de riñón. Tiene flores blancas y los frutos son cápsulas secas con numerosas semillas. 

## Taxonomía
El género fue descrito por Willd. ex Schult. y publicado en Systema Vegetabilium 5: xxxi–, 406. 1819. La especie tipo es: Drymaria arenarioides Humb. & Bonpl. ex Schult.

## Especies seleccionadas
- Drymaria acuminata
- Drymaria adenophora
- Drymaria agapatensis
- Drymaria cordata[3]
- Drymaria anomala[4]